# 조정석
조정석(1980년 12월 26일 ~ )은 대한민국의 배우이다. 그는 무대에서 경력을 쌓기 시작했고, 《스프링 어웨이크닝》, 《헤드윅》과 《내 마음의 풍금》 등의 수 많은 뮤지컬과 연극 작품에 출연하며 연기력을 인정 받았다. 무대에서 거의 10년 여간 활동을 한 후, 조정석은 2012년 최고 흥행작인 《건축학개론》으로 스크린 데뷔했으며 그가 연기한 역할은 그의 주요한 역할이 되었다. 또한 2011년 《왓츠업》에서 조연 역할을 시작으로 이듬해 주연급으로 출연한 《더킹 투하츠》(2012)에서 납뜩이와는 정반대의 캐릭터인 공주님을 향한 순애보로 안방극장에 성공적으로 데뷔했다. 그는 이후 영화 《관상》(2013), 《나의 사랑 나의 신부》(2014), 《형》(2016), 《마약왕》(2017), 《뺑반》, 《엑시트》(2019)와 드라마 《더킹 투하츠》(2012), 《최고다 이순신》(2013), 《오 나의 귀신님》(2015), 《질투의 화신》(2016), 《슬기로운 의사생활》(2020), 《슬기로운 의사생활 시즌2》(2021)등의 작품에 출연하며 '믿고 보는 배우'로 거듭났다.

## 생애
조정석은 1980년 12월 26일 서울에서 태어났다. 그의 아버지는 공군 전투기 정비사였다. 형제로는 누나와 두 명의 형이 있다. 특히 4남매 중 막내로 맏이인 누나와 19살, 큰 형과는 16살, 작은 형과 10살 터울일 정도로 늦둥이 막내이다. 그는 태권도를 네 살때부터 시작했고, 꾸준히 시합에도 나가 메달도 따서 강서구 대회를 휩쓸고, 초등학교 6학년 학예회때 노래를 부르고, 중학교 1학년때부터는 춤을 추는 등 어린 시절 매우 활동적이었던 아이였다.
그는 클래식 기타리스트가 되기를 꿈꾸며 대학에서 클래식 기타를 전공하고 싶었지만 대입 3수를 실패한다. 그의 끼를 알아본 교회 전도사로부터 "넌 연기에 재능이 있는 것 같아"라는 말 한 마디에 뮤지컬 아카데미에 연기를 배우러 다니면서 입시 연기를 배웠고, 결국 서울예대 연극과에 단번에 합격해 뒤늦게 입학했다. 하지만 당시 예순을 넘은 어머니를 부양해야 하는 가장이자 고작 20살이던 그는 어려운 가정형편으로 극단적인 생각을 할 정도로 힘든 시기를 겪다 학자금 대출을 받다가는 더는 안 되겠다 싶어 2004년부터 본격적으로 극장 무대에서 사회생활을 시작한 탓에 졸업은 하지 못했다고 한다.
조정석은 영화 《건축학개론》으로 스타덤에 오른 뒤 뒤늦게 알려진 자신의 병역면제에 대한 의혹의 시선을 받기도 했는데, 서울예대에 입학하기 전인 2000년 아버지의 갑작스러운 사망 이후 입대 영장이 나오자 생계 곤란 사유로 병무청에 군 면제를 신청했고, 당시 병무청은 가족 구성 환경과 재산액, 월수입 등을 조사한 후 면제 대상자로 결정했다. 그가 서울예대 시절 학업을 다 마치지 않고 뮤지컬 무대에 오른 것도 생활비를 벌기 위함이었고, 당시 소속사 측에서는 "2년 전에야 대학 학자금 대출을 다 갚았다. 뮤지컬 무대에 오른 신인 시절 돈을 벌면 얼마나 벌겠나. 조정석이 '당시로 돌아가고 싶지 않다'며 착잡해 했다."고 속상한 심정을 전하기도 했었다.

## 경력

### 2004-2010: 초기 경력,뮤지컬 스타가 되다
조정석은 대학 시절 몇몇 교수로부터 '뮤지컬을 해보라'는 조언을 들었고, 본격적으로 연기에 관심을 가지면서부터는 줄곧 영화배우를 목표로 했지만, 대학 때 활동한 애크러배틱 신체 단련 동아리 '프라나'에서 공연을 하던 중 뮤지컬 관계자의 눈에 띄어 2004년 뮤지컬 《호두까기인형》에서 작은 역할로 그의 연기 경력을 시작했다. 주로 극장 무대에서 활동한 그는 《그리스》(2005), 《벽을 뚫는 남자》, 《바람의 나라》, 《헤드윅》(2006), 《올슉업》, 《벽을 뚫는 남자》(2007), 《내 마음의 풍금》, 《대장금》(2008), 《스프링 어웨이크닝》(2009), 《트루웨스트》(2011) 등의 20 편이 넘는 뮤지컬과 연극 작품에 출연하였다. 2008년과 2009년 한국뮤지컬대상 시상식에서 남우신인상, 남우조연상을 수상하는 등 연기력을 인정 받았다. 그는 '제2의 조승우'란 별명을 얻으며, 뮤지컬계의 스타로 확실히 자리잡았다.
조정석은 과거 매체들과 인터뷰에서 이같이 말했다.
| “ | “사실 전 뮤지컬 배우란 말을 별로 좋아하지 않아요. 그냥 배우이고 싶어요. 연기 진짜 잘하는 배우.” | ” |
|   | — 파이낸셜뉴스 2007년 5월 3일자 기사 중                                                         |   |

뮤지컬 배우로 성공을 거뒀지만, 그의 마음 속에 영화배우를 향한 꿈은 사그라지지 않았고, 조정석은 이 시기에 김혜수의 동생 김동현과 뮤지컬 《그리스》에 함께 공연했고 자주 극장을 찾았던 김혜수에 제안을 받고 영화 《바람피기 좋은 날》의 오디션을 보고, 조승우의 추천으로 영화 《고고70》의 미팅할 기회가 있었지만 아쉽게도 출연이 성사 되지는 못했다.

### 2011-2018:건축학개론, 주목과 성공
2011년에 그는 송지나 작가가 집필한 대학교 뮤지컬학과를 배경으로 펼쳐지는 캠퍼스 드라마 《왓츠업》에서 어색하지만 재능있는 음악 학생 역할로 첫 TV 드라마 데뷔를 했다. 당초 조정석은 2009년 뮤지컬 《스프링 어웨이크닝》을 끝낸 뒤 이 드라마를 1년 동안 찍었는데, 편성이 난항을 겪으면서 2011년 겨울에야 방송 됐다. 오랜 기간 동안 활동이 없으니까 ‘잘 하고 있던 뮤지컬을 그만두고 왜 거기서 그러고 있느냐’는 주변의 걱정이 많았다고 한다. 하지만 그는 “사실 당시 나는 너무나 하고 싶었던 영화와 드라마를 하고 있어서 행복했을 뿐 초조하지는 않았다”고 밝혔다. 뮤지컬 《스프링 어웨이크닝》을 보고 조정석을 직접 캐스팅한 송지나 작가는 당시 자신의 SNS에 이런 글을 올렸다.
| “ | “뮤지컬 ‘스프링 어웨이크닝’을 보게 됐는데, ‘저 친구 누구야?’ 하고 찍은 배우가 조정석입니다. 이지나 연출가가 그러더군요. ‘그 친구와 작품 해보세요. 행복해질 겁니다’라고.” | ” |
|   | — 스포츠조선 2016년 11월 26일자 기사 중 |   |

 2011년 1월 초, 조정석은 드림스타엔터테인먼트와 매니지먼트 전속계약을 체결했다. 조정석은 "지난 6년 동안 연극과 뮤지컬 무대만을 고집해왔지만, 앞으로는 다양한 장르의 작품을 통해서 인사드리고 싶어서 소속사 계약을 맺은 것. 소속사 선택에 만족하고, 앞으로 대중들에게 친근하고 연기 잘하는 배우로 거듭날 수 있도록 노력하겠다"고 말했다.
이듬해인 2012년에 그는 두 편의 작품에 출연하였고, 연일 많은 화제를 모으며 스타덤에 올랐다. 스크린 데뷔작이자 2012년 최고 흥행을 기록한 로맨스 영화 《건축학개론》에서 과거 승민의 친구 납뜩이 역할을 연기했다. 그는 "납득이 안 가네, 납득이"라는 대사로 그간 영화계에 전무하던 캐릭터를 만들어냈고, 비록 짧은 분량의 조연이었지만 강한 인상을 남겼다. 청룡영화상, 올해의 영화상에서 신인남우상을 수상했으며, 대종상, 부일영화상 신인남우상에 후보지명되었다. 현재까지도 조정석의 스크린 대표 캐릭터로 꼽히고 있다. 비슷한 시기에 방영됐던 드라마 《더킹 투하츠》에서 그는 영화 속에서와는 180도 다른 반듯한 원칙주의자 군인인 은시경 역할로 분하였고, 전작 《건축학개론》에서는 5kg이상 체중을 늘렸으나 이 드라마에서 날렵하고 근엄한 인물을 연기하기 위해 웨이트 트레이닝과 식이요법으로 체중을 8kg 감량했다. 공주를 향한 순애보 연기로 큰 호평을 받았고, MBC 연기대상, 백상예술대상 남자신인상에 후보지명되었다. 한 해에 극과 극의 대표 캐릭터를 만들어낸 조정석은 브라운관과 스크린의 러브콜을 받는 배우로 성장했다. 조정석은 7월 방영된 MBC 스페셜 《세상에서 가장 아름다운 일주일》에 내레이션으로 참여했다. 베트남 빈롱 지역의 얼굴 기형 환자를 수술하기 위해 힘을 모은 한국의 성형외과 의사들의 감동적인 이야기를 담은 다큐멘터리다.
그의 다음 작품으로 1985년 문화원 점거농성 사건을 소재로 다룬 코미디 영화 《강철대오: 구국의 철가방》에서 기타 연주와 노래, 춤까지 능한 민중가요계의 조용필 영민 역할을 맡았다. 조정석은 특히 극중 속에서 제대로 공개하지 않았던 노래 실력을 선보였으며, 엔딩곡 녹음에도 직접 참여했다.

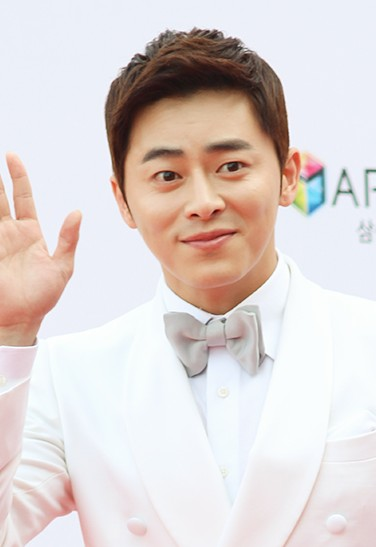
2013년 6월 더 뮤지컬 어워즈 레드카펫에서 조정석.

조정석은 2013년에 조선 초기를 배경으로 수양대군과 김종서의 권력다툼이 팽배한 시기, 몰락한 양반의 자제로 조선 최고 관상가 이야기를 담은 영화 《관상》에서 최고 관상가인 내경(송강호 분)과 함께 조선 팔도를 떠돌며 극중 중요한 반전의 키를 쥔 인물 팽헌 역할을 맡아 첫 사극 영화에 출연했다. 뛰어난 감초 연기로 평단의 호평을 받은 조정석은 대종상과 한국영화평론가협회상에서 남우조연상을 수상하며 연기파 배우로서 자리매김했다.
송강호는 연기 호흡을 맞춘 조정석에 대해 이같이 말했다.
| “ | “조정석은 재능이 뛰어난 배우다. 그가 ‘건축학개론’을 통해 대중에게 각인됐는데 사실 ‘관상’에서도 감정의 다양한 표현을 했다. 희극적인 모습보다는 감정적으로 깊이있는 연기를 할 수 있는 탁월한 연기자인 것 같다.” | ” |
|   | — 스포츠조선 2013년 9월 2일자 기사 중 |   |

 그해 그는 4월부터 방영된 주말극 《최고다 이순신》에서 첫 남자 주인공에 캐스팅 되었다. 이 작품은 섬마을 출신인 씩씩한 소녀 이순신이 서울로 상경한 후 건실한 사업가의 후원을 받으며 스타로 성장해나가는 과정을 담고 있다. 조정석은 극중 촌스럽고 어리바리한 이순신(아이유 분)을 최고의 스타로 키우려는 기획사 사장 신준호 역할을 연기했다. 그는 KBS 연기대상에서 장편드라마부문 남자 우수연기상과 베스트커플상을 수상했다.
2014년 그는 두 편의 영화에 출연했다. 《더킹 투하츠》에서 인연을 맺은 이재규 감독의 스크린 입봉작인 《역린》에서 그는 정조 암살을 위해 길러진 특급 살수 을수 역할을 맡았다. 이 작품은 조선 정조 시대를 배경으로 한 작품으로, 정조를 암살하려는 이들과 막으려는 이들의 대결을 그린다. 로맨틱 코미디 영화 《나의 사랑 나의 신부》에서 그는 미술학원 강사이자 영민 역할을 맡아 아내 미영을 연기한 신민아와 신혼 부부를 연기했다. 이 작품은 1990년 박중훈, 최진실이 주연을 맡고, 이명세 감독이 연출한 동명의 영화를 리메이크한 작품으로 현 시대 신혼부부에 대한 이야기를 솔직하고 재기 발랄하게 그려내고 있다.
2015년 2월 조정석은 드림스타엔터테인먼트와 계약이 종료되었고, 문화창고와 매니지먼트 전속계약을 체결했다. 이후 로맨스 드라마 《오 나의 귀신님》에서 까칠함과 다정함이 공존하는 레스토랑의 오너 셰프 강선우 역할로 분해 많은 사랑을 받았다. 이 작품은 음탕한 처녀 귀신이 빙의 된 소심한 주방 보조 나봉선(박보영 분)과 자뻑 스타 셰프 강선우가 펼치는 응큼발칙 빙의 로맨스물로, 그는 특유의 능청스럽고 리얼한 연기로 상상 이상으로 완벽하게 소화해내며 '로코킹'이라는 수식어를 얻었다. 또한 영화 《특종: 량첸살인기》에서 허무혁 역할을 연기했다. 연쇄살인에 관한 일생일대 특종이 사상 초유 실수임을 알게 된 기자가 자신의 오보대로 실제 사건이 발생하며 일이 점점 커지자 걷잡을 수 없는 상황에 휘말리는 이야기를 그린 작품으로 그는 극중 사회부 기자를 소화하기 위해 뉴스를 참고했다고 밝혔다.
2016년 조정석은 4월 개봉된 곽재용 감독의 영화 《시간이탈자》에서 결혼을 앞둔 1983년의 남자 백지환 역할을 연기했다. 1983년과 2015년의 두 남자가 우연히 꿈을 통해 서로의 일상을 보기 시작하고, 서로에게 연결된 한 여자의 운명을 바꾸기 위해 과거의 사건을 추적하며 벌어지는 이야기를 그리고 있다. 이후 8월 말부터 방영된 로맨틱 코미디 드라마 《질투의 화신》에서 앵커 이화신 역할을 연기했다. 그는 이화신의 매력을 입체적으로 담아내며 조정석이 아니면 상상할 수 없는 독보적인 캐릭터로 완성해냈고, 싱크로율 200%를 자랑하는 캐릭터 소화력으로 로맨틱하고 코믹한 연기의 귀재로 인정받았다. SBS 연기대상 로맨틱코미디부문 최우수연기상을 수상하였고, 백상예술대상 최우수연기상에 후보지명되었다. 그해 11월 말 개봉된 코미디 드라마 영화 《형》에서 그는 불의의 사고를 당한 동생을 빌미로 가석방의 기회를 얻은 사기전과 10범의 형 고두식 역할을 맡았다. 이 영화는 박스오피스 1위를 차지했으며 조정석은 극중 국가대표 유도선수 출신 동생 고두영 역할을 연기한 도경수와 '친형제' 못지 않은 '브로 케미'를 선보이며 긍정적인 평가를 받았다. 조정석은 당시 같은 소속사였던 전지현과의 친분으로 드라마 《푸른 바다의 전설》에 특별출연했다. 특히 그는 극중 마지막 인어 심청(전지현 분)과 같은 인어로 등장하며, 짧은 분량의 출연에도 큰 존재감을 들어내며 재미와 더불어 극의 스토리를 더욱 탄탄하게 만들었다는 호평을 받았다. 2016년 10월, 조정석은 문화체육관광부와 한국콘텐츠진흥원 주최로 서울 국립극장 해오름 극장에서 열린 2016 대한민국 대중문화예술상 시상식에서 문화체육관광부 장관 표창을 수상했다. 이듬해인 2017년 조정석은 5월 6~7일 양일간 블루스퀘어 삼성카드홀에서 데뷔 후 첫 팬미팅인 '더 룸'(The Room)을 개최했다. 이후 대만, 태국, 일본 현지 팬들과 만나며 첫 아시아 팬미팅 투어를 성황리에 마무리했다. 특히 이번 팬미팅은 조정석이 기획부터 연출까지 직접 참여하여 만반의 준비를 하고 있는 것으로 알려져 기대감을 높혔다. 그는 11월 말부터 방영된 드라마 《투깝스》에서 불의를 못참고 정의실현을 위해 불철주야 노력하는 형사 차동탁 역할을 맡아 처음으로 1인 2역을 연기했다. MBC 연기대상 월화극부문 최우수연기상을 수상했다. 이후 12월 개봉된 우민호 감독의 범죄 스릴러 영화 《마약왕》으로 2년 만에 스크린 컴백했다. 이 작품은 마약도 수출하면 애국이 되던 1970년대, 근본 없는 밀수꾼이 전설의 마약왕이 된 이야기를 담고 있으며, 그는 극중 전설의 마약왕 이두삼(송강호 분)을 쫓는 열혈 검사 김인구 역할을 연기했다.
2018년에 조정석은 액션 스릴러 영화 《뺑반》에서 한국 최초 F1 레이서 출신으로 통제불능 스피드광 사업가 정재철 역할을 맡아 첫 악역에 도전했다. 그는 제작보고회에서 "첫 악역이다. 나에겐 새로운 도전이었는데 그래서 정말 좋았다. 이 작품은 선뜻 선택했다. 연기 갈증이 있었는데 이런 작품을 만나 너무 기분이 좋았다"고 소감을 밝혔다. 이 작품은 통제불능 스피드광 사업가를 쫓는 뺑소니 전담반 '뺑반'의 고군분투 활약을 그린다. 그는 드라마 《아는 와이프》에 양희승 작가와의 인연으로 특별출연했다. '오 나의 귀신님에 이어 이 작품에서도 그대로 스타 셰프 강선우로 분해 극중 서우진(한지민 분)의 대학 선배이자 첫사랑으로 개성 넘치는 연기를 선보이며 화제를 모았다. 그는 10월 말 개봉된 영화 《완벽한 타인》에서 극중 신혼부부 준모(이서진 분)와 세경(송하윤 분)의 말다툼을 유발한 세경의 전남친 연우 역할로 (목소리)특별출연했다.

### 2019-현재
조정석은 지난해인 2018년 2월 문화창고와 계약이 종료 된 후, 홀로 활동하다 2019년 3월 신생기획사인 잼엔터테인먼트와 전속 계약을 체결했다. 이후 그는 역사 드라마 《녹두꽃》에서 악명 높은 이방인 백가의 장남이자 얼자 백이강 역할을 맡아 매회 완벽한 사투리 구사와 몰입도 높은 연기를 선보이며 큰 호평을 받았다. SBS 연기대상 중편드라마부문 최우수연기상을 수상했다. 그해 7월 말 개봉된 재난 액션 영화 《엑시트》에서 청년 백수 용남 역할로 분해 942만 관객수를 동원하는 등 주연영화로 최고 흥행 기록까지 수립했다. 특히 전매특허로 통하는 어수룩하면서도 코믹한 매력으로 다시 한번 성공을 거두면서 그만의 고유한 흥행 캐릭터를 구축했다는 평가도 받았다. 연기력과 티켓파워를 겸한 흥행배우로 자리매김한 그는 청룡영화상 남우주연상에 후보지명되었다.
2020년 그는 '응답하라 시리즈'의 콤비 신원호 PD, 이우정 작가의 차기작품으로 화제를 모든 의학 드라마 《슬기로운 의사생활》에서 간담췌외과 교수 익준 역할에 캐스팅 되었다. 이 작품에서 조정석은 노는 것도 성적도 늘 일등만 해온 자칭 인싸로 어디에서나 존재감을 드러내는 인물을 연기하며 첫 의사 역할을 연기하며, 99학번 동기들로 분하는 유연석, 정경호, 김대명, 전미도와 호흡을 맞췄다. 최종회 시청률은 14.1%를 기록, 가슴 따뜻해지는 휴먼 이야기로 많은 사랑을 받았다. 조정석은 현재 tvn에서 방영되고 있는 슬기로운 의사생활 시즌2에서 열연 중이다.

## 미디어
조정석은 노래, 춤, 연기 그리고 기타까지 다방면으로 빼어난 재주와 실력을 보여주는 대표적인 배우로 인정 받으며, 후배들의 롤모델 혹은 함께 호흡을 맞춰보고 싶은 선배로 꼽히고 있다. 그는 매체들과 인터뷰에서 이같이 말했다.
| “ | “기분이 좋은 일인 것 같아요. 그러면서도 ‘책임감을 느껴야 겠다’고 생각을 했어요. 많은 선생님들이 저한테 ‘너를 롤모델로 삼고 있는 후배들이 네가 생각하는 것보다 훨씬 많다’고 하시더라고요. 기분 좋으라고 얘기해주시는 게 아니라 본보기가 될 수 있도록 열심히 하라는 의미에서 말씀해주셨다고 하시더라고요. 그 얘기를 듣고 책임감을 가져야겠다고 생각했어요.” | ” |
|   | — 한국경제TV 2018년 1월 29일자 기사 중 |   |

## 그 외 활동
조정석은 그가 출연한 뮤지컬 《헤드윅》, 《바람의 나라》, 《첫사랑》, 《내 마음의 풍금》 등의 사운드 트랙 앨범에 참여했다. 그는 2017년 발매된 거미의 정규 5집 앨범 '스트로크(STROKE)'의 7번 트랙 <나갈까>에 거미와 공동 작곡을 했고 직접 기타 연주에도 참여했다.
2019년 4월에는 아내인 거미(본명: 박지연)과 함께 희망브리지 전국재해구호협회를 통해 강원도 고성과 속초 등에서 발생한 산불로 피해를 입은 이재민을 위해 3000만원을 기부했다. 또한, 조정석은 남현동주민센터, 꿈나무의집, 한마음실버빌, 천사의집 등에 사랑의 쌀을 지속적으로 기부해온 것으로 알려져 있다.
2020년에는 슬기로운 의사생활의 세번째 OST 가창자로 나섰고, 지난 2001년 발표된 혼성그룹 쿨의 대표곡 중 하나인 '아로하'를 리메이크했다. 이 곡은 드라마 인기에 힘입어 공개와 동시에 국내 주요 음원차트 상위권을 섭렵했고, 국내 최대 음원사이트인 멜론 일간 차트 1위 20회를 기록하며 배우로서는 이례적인 음원 성적을 기록했다. 10월 13일 누적 스트리밍 1억을 돌파, 스트리밍 부문 플래티넘 인증 리스트에 이름을 올렸다.
2021년에는 슬기로운 의사생활2의 part5 ost인 '좋아 좋아'를 불렀다.

## 사생활
조정석은 지인의 소개로 만나 연인으로 발전한 가수 거미와 2013년부터 데이트하였다. 2015년 2월 교제 사실이 언론에 첫 보도 되면서 공식적으로 교제 사실을 인정했다. 2018년 6월, 두 사람은 5년간의 열애 끝에 결혼 소식을 알리며 하반기 결혼할 예정이라고 밝혔다. 2018년 10월 8일, 두 사람의 소속사 양측에서는 "조정석과 거미가 최근 가족들과 함께 언약식을 하고 부부가 되었습니다. 두 사람은 평생 서로를 존경하고 배려하며 기쁠 때나 슬플 때나 함께 하기로 맹세하였습니다. 진심으로 축하해주신 많은 분들께 감사드리며 앞으로 각자의 자리에서 좋은 작품과 음악으로 인사 드리겠습니다. 두 사람이 함께 걷는 이 길에 따뜻한 격려와 축복을 부탁드립니다. 감사합니다."라고 전하며 결혼식 대신 언약식을 통해 최근 부부가 됐다고 보도했다.